# Wapen van Hendrik-Ido-Ambacht

Wapen van Hendrik-Ido-Ambacht

Het wapen van Hendrik-Ido-Ambacht is op 24 juli 1816 bij Koninklijk Besluit aan de gemeente Hendrik-Ido-Ambacht toegekend. De herkomst van het wapen is onbekend; mogelijk is het afgeleid van het wapen van  Strijen. Het wapen was al in de zeventiende eeuw voor de heerlijkheid in gebruik.

## Blazoenering
De beschrijving van het wapen is als volgt: "Van zilver beladen met 3 sautoirs. Het schild gedekt met eene kroon van goud, vercierd met 13 paarlen en vastgehouden door 2 klimmende leeuwen in hunne natuurlijke verwen".
N.B. de heraldische kleuren in het schild zijn: zilver (wit) en sabel (zwart).